# Pierre-François Jacobs
Pierre-François Jacobs, né à Bruxelles le 14 octobre 1780 et mort à Rome le 27 mai 1808, est un peintre né dans les Pays-Bas autrichiens et mort Français en 1808. Un monument élevé à sa mémoire en 1813, œuvre du sculpteur Godecharle, lui est dédié dans l'Église Sainte-Catherine de Bruxelles.
Il se fit principalement connaître par ses scènes historiques et religieuses.
Il fut élève de l'Académie de Bruxelles et d'André Lens.
Il fut membre de la Société de peinture, sculpture et architecture de Bruxelles.

## Quelques œuvres
- La Mort de Socrate : voir ici.
- La Tête de Pompée présentée à César. Cette œuvre lui valut le grand prix de peinture de Milan.
- Études anatomiques de l'homme, dessinées à Rome. Ces études furent publiées et lithographiées en 1861 par le dessinateur belge Dominique François Joseph Meulenbergh[1].